# Petsamo
Pour les articles homonymes, voir Petchenga et Petsamo (homonymie).

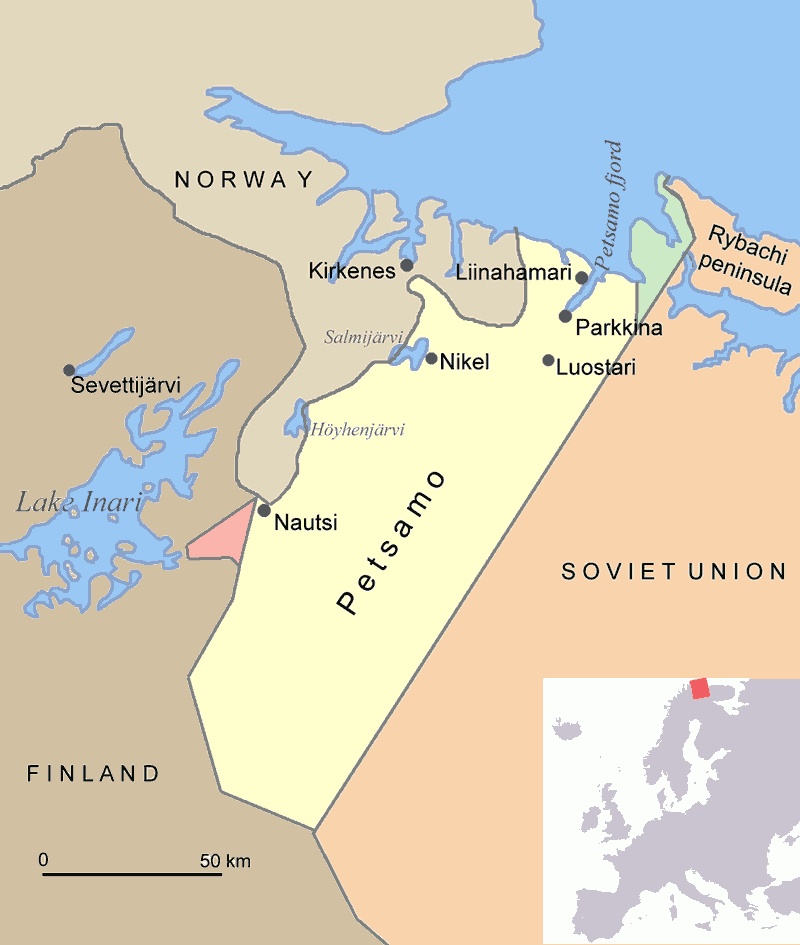
La région de Petsamo est bordée par la mer de Barents entre la Russie à l'est, la Norvège à l'ouest et la Finlande au sud. La zone verte est la partie finlandaise de la péninsule de Rybatchi cédée à l'Union soviétique après la guerre d'Hiver. La zone plus claire est la région de Petsamo, qui est revenue à l'Union soviétique après le traité de paix de Paris et la zone rouge est Jäniskoski, cédée à l'Union soviétique en 1947.

Petsamo (Петсамо en russe, petsamo en finnois) ou Petchenga (Petsjenga en néo-norvégien) est une région du nord-ouest de la Russie frontalière de la Norvège, anciennement région de Finlande entre les deux guerres mondiales. Elle doit son nom au fleuve Petchenga. Son chef-lieu à l'époque de la Finlande était la ville de Petchenga (Petsamo en finnois). Aujourd'hui la région appartient au raïon de Petchenga dont le chef-lieu est Nikel.

## Histoire
La région est à l'origine habitée par les Samis. En 1533, elle devient russe et intégrée dans le kraï et le gouvernement d'Arkhangelsk. La même année, le monastère de la Petchenga est fondé. C'est autour de ce monastère que se construit la petite bourgade de Petchenga peuplée de Lapons christianisés. Le monastère et ses habitants sont brûlés par les soldats finno-suédois en 1589.
La Finlande obtient la région (nommée Petsamo en finnois) par le Traité de Tartu signé avec la jeune Union soviétique en 1920. Ce territoire avait déjà été promis en 1864 au grand-duché de Finlande en compensation de Siestarjoki, territoire cédé au tsar pour sa manufacture de fusils. Effectivement, le port de Liinahamari dans la région de Petsamo était très important pour la Finlande, car c'était son unique accès à la mer de Barents.
Des filons de nickel sont découverts en 1921. En 1934, on estime qu'ils contiennent alors plus de cinq millions de tonnes de nickel. Les opérations d'extraction par des entreprises canadiennes dont Inco et françaises démarrent en 1935.
Avant la Seconde Guerre mondiale, l'URSS de Staline passe un pacte secret de non-agression avec le Troisième Reich d'Hitler, puis attaque la Finlande que Staline pense pouvoir facilement envahir, mais l'Armée rouge se heurte alors à une résistance finlandaise, inattendue et farouche, connue sous le nom de guerre d'Hiver. L'Union soviétique réussit néanmoins à occuper toute la région de Petsamo. Par le traité de Moscou de 1940 entre les deux pays, la Finlande doit céder des territoires dont la partie finlandaise de la péninsule de Rybatchi, mais le reste de la région de Petsamo est rendu à la Finlande pour apaiser les gouvernements des pays des compagnies minières étrangères.
Après 1940, un consortium germano-soviétique comprenant entre autres IG Farben et Krupp se partagent l'exploitation jusqu'à l'opération Barbarossa.
L'Allemagne envahit à son tour l'Union soviétique, et en 1941, la Finlande, alliée de l'Allemagne, déclare la guerre à l'URSS. Pendant la guerre de Continuation, Petsamo est occupée par les troupes allemandes. Cette zone est utilisée pour le regroupement des unités de la Wehrmacht avant l'assaut sur Mourmansk. En 1944, l'Armée rouge occupe à nouveau Petsamo.
En septembre 1944. l'armistice de Moscou oblige la Finlande de céder Petsamo à l'URSS, une partie de la Carélie et l'est de la commune de Salla par suite du traité de Paris. En 1947, la Finlande vend en outre le territoire de Jäniskoski–Niskakoski et sa centrale hydroélectrique, en échange du retour des investissements allemands en Finlande, confisqués par l'Union soviétique.
L'industrie du nickel est développée par les Soviétiques après la guerre, notamment à Nikel, mais l'environnement est dégradé par la pollution massive de l'entreprise soviétique Norilsk Nickel.
Les Skolts, un groupe ethnique sami, vivant de l'élevage des rennes et de la pêche au saumon, doivent fuir. Ils se réfugient notamment en Finlande, dans la municipalité d'Inari, au village de Sevettijärvi.